# Стела Дъфи
Стела Дъфи (на английски: Stella Duffy) е британска актриса, театрален драматург и писателка на произведения в жанра трилър, криминален роман, исторически роман, социална драма и научна фантастика.

## Биография и творчество
Стела Франсис Дъфи е родена на 2 март 1963 г. в квартал Улуич, Лондон, Англия. Баща ѝ е новозеландец, а майка ѝ е англичанка. Тя е най.малката от седемте деца в семейството. Прекарва детството си от 5-годишна в Нова Зеландия, а по-късно се завръща в Лондон. Следва английска филология и драматургия в университета „Виктория“ в Уелингтън. Живее и работи в Лондон от средата на 80-те години.
През 1994 г. е издаден първият ѝ роман Calendar Girl (Момиче от календара) от поредицата „Саз Мартин“. В историята частната детективка, лесбийката Саз Мартин, е наета да издири жена, известна само като Септември, която пътува между Лондон и Ню Йорк. От друга страна комедийна актриса Маги има връзка с красиво момиче, което обаче има скрити тайни. Двете истории се преплитат тясно във вихрушката от контрабанда на наркотици, хазарт и проституция от висока класа. В следващите романи от поредицата историите също са свързани с героини лесбийки. а изобразяването на нетрадиционните взаимоотношения на централната героиня получава отлични отзиви от критиката.
В периода 2010 – 2012 г. е издадена поредицата ѝ „Императрица Теодора“. Тя представя историята на чаровната, обаятелна и противоречива, Теодора Константинополска, която се издига от актриса и куртизанка до императрица на Византийската империя и светица в Православната църква. Тя бързо усвоява изкуството на оцеляването и оставя значима следа в историята на една от най-могъщите империи в древния свят.
Тя е авторка на 8 пиеси и над 70 разказа, включително няколко за радио Би Би Си, както и много статии за вестници и списания. Два пъти е номинирана за наградата „Ориндж“ („Състоянието на щастието“ от 2004 г. и „Стаята на изгубените неща“ от 2008 г.), получава наградата на Асоциацията на авторите на криминални разкази, и две награди „Стонуол“.
Като сценичен изпълнител, комик и импровизатор, тя е свързана с компанията Improbable и е работи като член на компанията Spontaneous Combustion. Нейното солово шоу, наречено Breaststrokes, е изнасяно от нея в Лондон, Кардиф, Йорк, Белфаст и Дъблин. Освен това е участвала в различни други театрални представления във Великобритания. Нейните телевизионни изяви включват участие в епизод от шоуто The Bill през 1997 г. и работи с Би Би Си през 2008 г. за написването на епизод за документалния телевизионен сериал Timeshift. Тя е съосновател през 2014 г. и съдиректор на кампанията „Забавни дворци“ – празник на свободната култура през месец октомври.
През 2016 г. е удостоена с отличието Офицер на Ордена на Британската империя за заслуги към литературата и изкуството.
Тя е последовател на будизма, също е учителка по йога, преподава семинари по йога за писане. Тя е и екзистенциален психотерапевт, като нейните текущи докторски изследвания са насочени към въплътеното преживяване на постменопаузата.
Стела Дъфи е лесбийка и живее със съпругата си Шели Сайлъс, драматург, в Ламбет.

## Произведения

### Самостоятелни романи
- Singling Out the Couples (1998)[1][2][3]
- Eating Cake (1999)
- Immaculate Conceit (2000)
- State of Happiness (2004)
- Parallel Lies (2005)
- The Room of Lost Things (2008) – награда „Стонуол“
- London Lies Beneath (2016) – награда „Дива“
- The Hidden Room (2017)
- Lullaby Beach (2021)

### Поредица „Саз Мартин“ (Saz Martin)
1. Calendar Girl (1994)[1][2][3][4]
2. Wavewalker (1996)
3. Beneath the Blonde (1997)
4. Fresh Flesh (1999)
5. Mouths of Babes (2005)

### Поредица „Императрица Теодора“ (Empress Theodora)
1. Theodora (2010) – награда „Стонуол“[1][2][3]
Теодора. Актриса, императрица, куртизанка, изд.: „Сиела“, София (2011), прев. Емилия Ничева-Карастойчева
2. The Purple Shroud (2012)
Пурпурната мантия, изд.: „Сиела“, София (2013), прев. Емилия Ничева-Карастойчева

### Участие в общи серии с други писатели

#### Поредица „Доктор Кой: Пътувания във времето“ (Doctor Who: Time Trips)
- The Anti-Hero (2014)[1][2]

от поредицата има още 8 романа от Сесилия Ахърн, Труди Канаван, Ник Харкауей, Ал Кенеди, Джейк Арнет, Джени Колган и Джоан Харис

#### Поредица „Родерик Алейн“ (Roderick Alleyn) – сНайо Марш
33. Money in the Morgue (2018)
от поредицата има още 32 романа от Найо Марш

### Новели
- Exquisite Corpse (2013) – с Наоми Алдерман, Джо Дънторн, Стюарт Евърс, Ванеса Геби, Мат Хейг, Алекс Престън, Камила Шамси, Марсел Теру и Г. Уилоу Уилсън[1]

### Разкази
- It Came in a Box (2000)

### Сборници
- 33 East (2010) – с Боби Наяр[1]
- Everything Is Moving, Everything is Joined (2013)

### Пиеси
- The Tedious Predictability of Falling in Love (1990)
- The Hand, A Lesbian Horror Ballet (1995)
- Close To You (1996)
- Crocodiles and Bears (1999)
- Immaculate Conceit (2003)
- Breaststrokes (2004)
- Prime Resident (2006)
- Medea (2009)

### Екранизации
- 2008 Timeshift – документален тв сериал, 1 епизод